# Crocigeri della stella rossa

L'insegna dell'Ordine

I Crocigeri della stella rossa (in latino Canonici Regulares Sanctissimae Crucis a stella rubea; sigla O.Cr.) sono un istituto religioso maschile di diritto pontificio.
Fondato da Agnese di Boemia nel 1235 come confraternita per la cura di malati e poveri, nel 1237 fu elevato da papa Gregorio IX a ordo canonicus esente dalla giurisdizione vescovile e soggetto direttamente alla Sede apostolica. L'ordine ottenne i diritti e i privilegi degli ordini cavallereschi e adottò come insegna una stella rossa a sei punte, approvata da papa Innocenzo IV nel 1252. Non furono mai un ordine militare e dopo le guerre hussite i crocigeri della stella rossa si dedicarono esclusivamente alla cura d'anime.
Il moderatore supremo dell'ordine porta il titolo di Gran maestro e la sua sede è presso la chiesa di San Francesco serafico a Praga.
Alla fine del 2015 l'ordine contava 2 case e 21 membri, di cui 16 sacerdoti.

## La storia

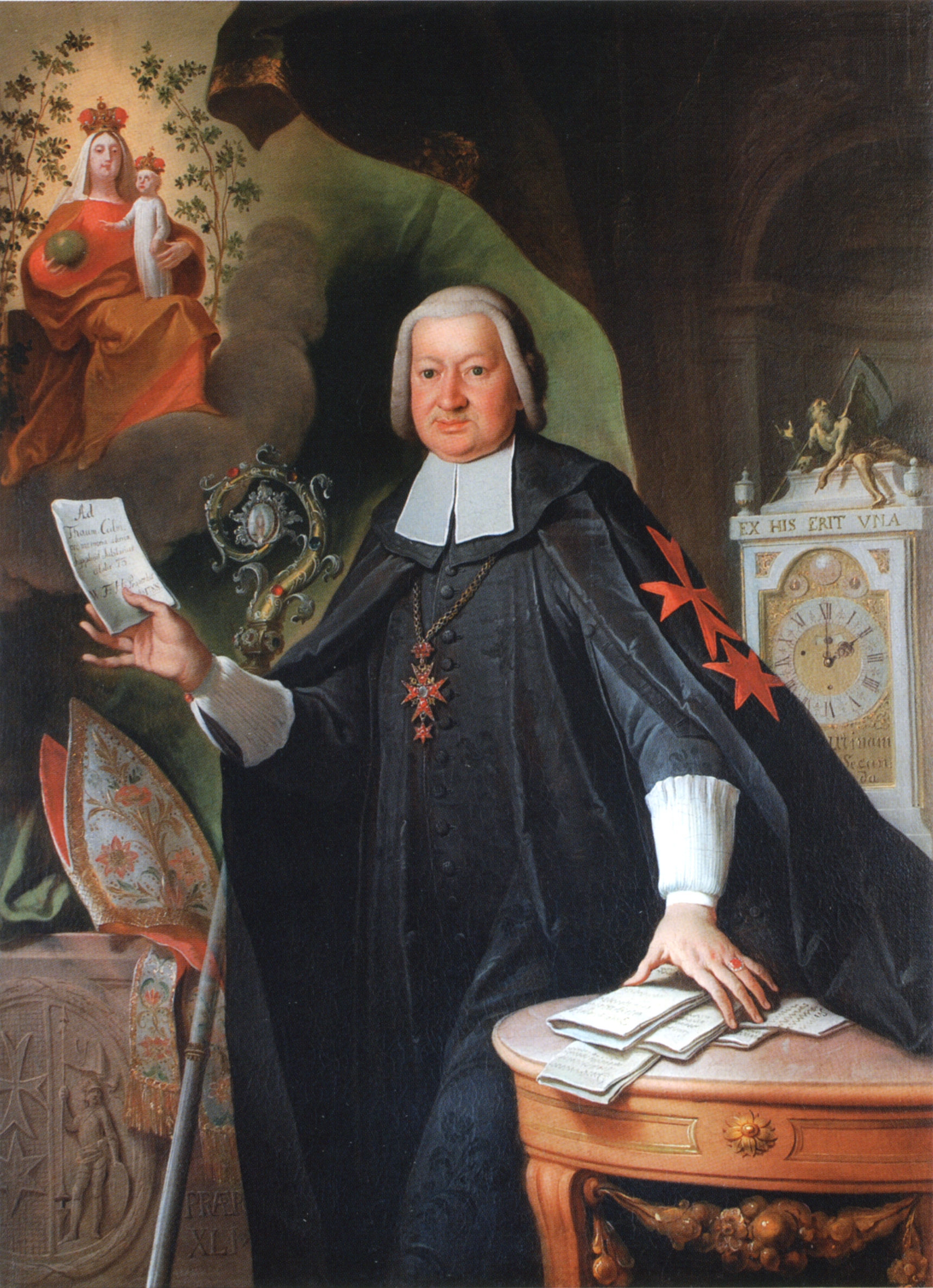
Wenzel Friedrich Hlava, membro dell'Ordine dei Crocigeri della stella rossa

### Medioevo
Nell’anno 1233 Santa Agnese di Boemia fonda, presso il proprio convento, una confraternita ospedaliera che si dedica alla cura degli anziani, dei malati e di solidarietà con i più bisognosi. Nel 1237 la confraternita viene elevata da Papa Gregorio IX al grado autonomo di ordine pontificio. Nasce in questo modo l’unico ordine maschile ceco, nonché l'unico ordine religioso maschile al mondo fondato da una donna.
L’ordine si trasferisce nel 1252 nella sua sede attuale, “ai piedi” del più antico ponte di Praga (dapprima Ponte di Giuditta poi Ponte Carlo). Qui si dedica non solo alla cura ospedaliera ma anche all’amministrazione del ponte stesso. Gradualmente poi allarga le proprie attività a numerose altre località in Boemia (České Budějovice, Cheb, Litoměřice, Stříbro, Znojmo - Hradiště, ecc.) e grazie all’iniziativa della Principessa Anna, sorella di Agnese, comincia a operare anche nella cittadina Slesiana di Breslavia.
Durante le guerre hussite del XV secolo l’attività di molti ospedali dell’ordine viene interrotta e alcuni di questi scompaiono. Nei momenti più critici la sede del Gran Maestro viene spostata temporaneamente a Cheb. Malgrado le difficoltà causate dalle suddette guerre, l'ospedale praghese continua a funzionare restando operativo. Al termine del periodo di guerra, vengono apportati importanti cambiamenti all’interno dell’ordine: per via della carenza di parroci, infatti, i confratelli passano all’amministrazione del culto. Tuttavia, l’ordine non abbandona mai la propria funzione ospedaliera, che anzi, pur svolgendosi in forme diverse, rimane tutt'oggi il fulcro delle attività.

### La prima Età moderna
Grazie allo sforzo di alcuni Gran maestri, dotati di capacità in ogni ambito, l’ordine entra nella prima età moderna in una condizione di relativa prosperità. Nell’anno 1562 il Gran Maestro Antonín Brus di Mohelnice diviene arcivescovo di Praga e con la sua nomina termina la vacanza decennale del soglio cardinalizio. L’unione dell’ufficio di Gran Maestro dell’ordine e di Arcivescovo di Praga continua anche con i suoi successori. Grazie a ciò l’ordine, mentre raggiunge una posizione di prestigio, si trova a dover supportare economicamente l’arcivescovado praghese per sostenerne lo sviluppo durante un periodo di grave penuria di risorse.
Di tutto questo lungo periodo preme soprattutto ricordare i due ultimi gran maestri cardinali: Arnošt Vojtěch di Harrach e Jan Bedřich di Valdštejn. Il primo si trova alla guida dell’ordine nel 1623 e tre anni dopo è nominato cardinale da papa Urbano VIII; muore nel 1667 dopo un ministero lungo 44 anni (il più lungo nella storia dei Gran Maestri dell'ordine), dopo la sua scomparsa la sua opera è ripresa in gran parte dal suo successore Jan Bedřich di Valdštejn. In particolare conclude la ricostruzione del convento presso il Ponte Carlo con l’edificazione della nuova chiesa, costruita secondo il progetto dell’architetto Jan B. Mathey. Nel 1692 sempre durante il ministero di Jan Bedřich di Valdštejn e col valente aiuto del suo futuro successore, Jiři Ignác Pospíchal, viene ultimata la costruzione dell'ospedale di Santa Agnese nell’edificio delle antiche terme gotiche denominato Balneum pictum, ovvero “terme dipinte”, situato al posto dell’odierna caffetteria Slavia sull’angolo tra il Lungofiume Smetana (Smetanovo nábřeží) e la via Nazionale (Národní třída).

### XVIII secolo
Un altro periodo di sviluppo dell’ordine si registra nella prima metà del XVIII secolo, quando il Gran Maestro Jan František Franchimont di Frankenfeld riceve da Papa Clemente XI per sé e per i propri successori il privilegio di utilizzare alcuni attributi pontificali (la mitra, il bastone, l’anello ecc.). Lo stesso diritto verrà poi riconosciuto anche ai prevosti dell’ordine presso la sede di Sant’Ippolito presso Znojmo (in seguito alle riforme del Concilio Vaticano Secondo, il diritto verrà nuovamente limitato al Gran Maestro). Durante il XVIII secolo l’ordine allarga la propria attività ad altre località al di fuori delle terre della corona ceca. Nel 1723 comincia a operare presso l'ospedale di San Martino e Leopoldo a Bratislava e nel 1733 presso l'ospedale della chiesa di San Carlo Borromeo a Vienna. Nel 1770 l’imperatrice Maria Teresa affida all'ordine l’amministrazione delle anime della parrocchia del castello di Budín. L’ordine in questo periodo impiega i più famosi artisti del tempo: Kilián Ignác Dientzenhofer costruisce la chiesa di Santa Maria Maddalena a Karlovy Vary e Johan Bernard Fisher von Erlach la chiesa di San Carlo Borromeo sulla Karlsplatz di Vienna. Per l’ordine lavorano anche pittori come: Václav Vavřinec Reiner, Petr Brandl, Karel Škréta e Michael Willmann.

### XIX secolo
L’ultimo terzo del XVIII secolo si apre per l'ordine all’insegna di grandi cambiamenti. Con le riforme volute da Giuseppe II vengono soppressi gli ospedali di Praga presso le terme dipinte (1785) e di Bratislava presso San Martino e Leopoldo (1786). Questa tendenza a limitare le attività ospedaliere continua poi per tutto il XIX secolo. Come alternativa o piuttosto come una nuova forma di attività ospedaliera vale la pena di sottolineare l’iniziativa del Gran Maestro Josef Antonin Köhler che nel quartiere di Karlin, a Praga, fonda la prima casa protetta per bambini in Boemia. In generale comunque tutta l’attività ospedaliera finisce per essere fortemente circoscritta e il baricentro dei lavori dell’ordine si sposta soprattutto sull'amministrazione delle anime e sulla conduzione delle parrocchie.
In questo periodo l’ordine è costretto per motivi politici a cedere la maggior parte dei propri centri operativi all’estero (Bratislava 1786, Breslavia 1810, Budapest 1882). A queste perdite si sopperisce, soprattutto tra la fine del XIX e l’inizio del XX secolo, con un ampliamento delle attività nelle sedi rimaste o nelle nuove sedi nelle terre ceche (Karlovy Vary – Rybáře, Věteřov u Kyjova).
Per la cronaca della prima metà del XIX secolo dobbiamo ricordare anche la vicenda del confratello Padre Karel Postl che nel 1823, dopo un soggiorno curativo a Karlovy Vary, abbandona segretamente l’ordine e fa perdere le proprie tracce. Solo dopo la sua morte durante l’esecuzione testamentaria emergono altre vicende della sua vita: dopo la sua uscita dai Crocigeri è diventato uno scrittore di successo sotto lo pseudonimo di Charles Seasfield.
Il momento forse più importante della storia dell’ordine del diciannovesimo secolo è segnato nella data del 3 dicembre 1874, quando Papa Pio IX beatifica la fondatrice dell’ordine Santa Agnese di Boemia. In questo modo si pone una pietra miliare sul cammino della più recente canonizzazione.
Anche nel XIX secolo e soprattutto all’inizio del XX l’ordine prosegue con un rilevante impegno sia per l’architettura che per l’arte in genere. Oltre al lavoro di conservazione e restauro delle chiese e delle aziende agricole dell’ordine, si avvia la costruzione di edifici di rilievo. Alla metà del XIX secolo viene sopraelevato un piano dell’ala cosiddetta del generalato, quella che nel convento praghese si affaccia verso la piazza dei Crocigeri e il Ponte Carlo. All’inizio del XX secolo viene dato inizio alla costruzione delle chiese e delle prepositure di Karlovy Vary-Rybaře, di Milhostov presso Františkovy Lázně, di Řevnice e di Věteřov presso Kyjov. Il tutto culmina con la grande ricostruzione del convento presso il ponte Carlo che viene effettuata secondo il progetto dell’Architetto Josef Sakař e portata a termine nell’anno 1912. Del complesso originale si conserva soltanto la chiesa, l’ala del generalato e alcune parti dell'antica prepositura gotica di particolare rilievo monumentale. La parte restante delle costruzioni di epoca barocca viene sostituita da nuovi edifici in stile secessione e neobarocco. Questo nuovo slancio tuttavia non si limita solo all’architettura. In questo periodo infatti lavorano per l’ordine anche altri artisti di rilievo, soprattutto della cosiddetta generazione del Teatro Nazionale tra i quali: Josef Václav Myslbek, František Ženíšek e Václav Brožík.
Anche se questa parte della storia richiederà ancora un approfondimento delle ricerche, non possiamo dimenticare l’attività economica dell’ordine e in particolare: tra le altre cose già note, possiamo ricordare la birreria dei Crocigeri presso il Ponte Carlo come prima nelle terre ceche ad imbottigliare la birra in vetro per il commercio sin dal 1841.

### XX e XXI secolo

#### 1900 - 1945
Il primo decennio contrassegnato dall’attività del Gran Maestro e Generale František Xavier Marat è caratterizzato da una intensa attività costruttiva che culmina nella ricostruzione del convento presso il Ponte Carlo. (1908 – 1912). I compiti che si profileranno per il suo successore e a un tempo secondo Gran Maestro più a lungo in carica, Josef Vlasák, avranno tutt’altro carattere. Il ministero si svolge negli anni difficili della Prima Guerra mondiale, continua nel non sempre semplice periodo della Prima Repubblica seguito dagli anni della occupazione nazista fino a culminare con l’inizio del regime comunista.
Durante la Prima Guerra mondiale si deve far fronte ad una grave carenza alimentare per il convento e il suo ospedale. Dopo il 1918 con la nascita della giovane Repubblica cecoslovacca, si parla della soppressione di tutti i monasteri, che per i Crocigeri come ordine ceco attivo prevalentemente nelle terre ceche avrebbe conseguenze fatali. Viene organizzato insieme ad altri esuli il trasferimento dell’ordine negli Stati Uniti. La situazione tuttavia va gradualmente assestandosi e l’ordine può continuare ad agire nelle sue sedi tradizionali. Anche attraverso le difficoltà economiche derivate dalla riforma fondiaria e dalla crisi economica mondiale, l'ordine continua la sua attività ospedaliera e sociale, finanzia il restauro del convento di Santa Agnese di Praga “Na Františku” e la costruzione di nuove chiese nelle periferie di Praga.
Nel 1938, dopo che in seguito ai patti di Monaco parte della Cecoslovacchia viene lasciata al Reich, gran parte delle sedi dell’ordine (specialmente di quelle nella Boemia occidentale) si trovano al di fuori del Paese. A causa della situazione e in considerazione delle esigenze spirituali dei fedeli delle parrocchie viene stipulato un accordo tra l’ordine e l’abate cistercense di Vyšší Brod. Oggetto dell’accordo è il supporto reciproco nella amministrazione delle anime. I Crocigeri si occupano della amministrazione del culto delle parrocchie che ricadono nelle terre con i fedeli di lingua ceca e i cistercensi si occupano di alcune parrocchie dei Crocigeri cedute al Reich.
Nel 1941, poco prima della morte dell’arcivescovo praghese Karel cardinale Kašpar, il Gran Maestro dell’ordine Josef Vlasák viene costretto dal comando nazista a trasferirsi a Brno dove trova rifugio presso l’abbazia agostiniana di Staré Brno “Vecchia Brno”. Nel 1942 per decisione del comando nazista l’ordine deve lasciare il proprio convento presso il Ponte Carlo e rinunciare alla sua amministrazione. Durante la guerra i confratelli vengono ripetutamente perseguitati dal potere nazista. I confratelli P. Karel Weis e P. Ladislav Sirový vengono in seguito rinchiusi nel campo di concentramento di Dachau. La liberazione e la fine della guerra nel maggio del 1945 rendono possibile il ritorno alle attività dell’ordine nel convento presso il ponte Carlo. In concomitanza con il trasferimento dei cittadini di lingua tedesca, partono anche i confratelli di madrelingua tedesca insieme ai loro parrocchiani, per la maggior parte verso la Germania.

##### 1948 – 1989
Con l'Operazione K del 27 aprile del 1950, il convento viene occupato dalla polizia segreta. Il Gran Maestro dell’ordine, a causa della sua età avanzata, viene trasferito a vita presso la prevostura della chiesa di San Pietro na Poříčí. Altri confratelli sono trasferiti e radunati nei conventi di Broumov, Králíky e Želiv. Alcuni altri confratelli che vivono nelle parrocchie vengono perseguitati e incarcerati. Il padre A. Dragoun viene addirittura condannato due volte, dapprima nell’anno 1951 e di nuovo nel 1959. La pena più lunga viene comminata a Padre Jan Šebesta, amministratore della parrocchia dell’ordine a Františkovy Lázně: viene condannato a 17 anni di reclusione e a scontare parte della pena ai lavori forzati nelle miniere di uranio a Jáchymov. La seconda pena più lunga viene subita da Padre B. Rákosník, amministratore della parrocchia di Kynšperk nad Ohří: viene infatti condannato a 13 anni di reclusione. Altri confratelli vengono condannati a pene minori. Vi sono tuttavia anche confratelli che si legano al regime totalitario (P. Jan Mára, P. František Xaver Dítě).
Gli spazi abbandonati del convento vengono dapprima assegnati all'amministrazione del ministero della sanità e in seguito divengono una delle sedi praghesi della polizia segreta. I parroci dell’ordine possono continuare ad esercitare nella chiesa di San Francesco presso il ponte Carlo. Per tutto il periodo comunista vi si trova sempre almeno un parroco crocigero. Dopo la morte del Gran Maestro Josef Vlasák, nel dicembre del 1958, il ruolo rimane scoperto fino al 1988. Nel 1988, in seguito ad un lieve alleggerimento della politica anti ecclesiastica dello stato, viene eletto quarantaseiesimo Gran Maestro e Generale dell’ordine il confratello Ladislav Sirový. Viene insignito della carica dall’arcivescovo František cardinale Tomásek durante una cerimonia privata.
Il 12 novembre 1989, a Roma, Papa Giovanni Paolo secondo proclama santa la fondatrice dell’ordine Santa Agnese di Boemia.

#### 1989 - oggi
Dopo la Rivoluzione di Velluto del novembre 1989, l’ordine riprende ufficialmente le attività e ritorna presso il proprio convento al Ponte Carlo. Ma il 12 febbraio 1992 un tragico evento segna un’ulteriore tappa della storia dell’ordine: in seguito a un grave incidente stradale viene improvvisamente a mancare il Gran Maestro dell’ordine Avv. Ladislav Sirový. Tuttavia a causa della rapida evoluzione degli avvenimenti non si procede all’elezione del successore. Della gestione dell’ordine si occupa pertanto in via suppletiva il vescovo František Lobkowicz OPraem. È soltanto nel 2001 che a capo dell’ordine viene eletto il nuovo Gran Maestro P. Jiří Kopejsko, già attivo per lungo tempo come parroco amministratore di anime presso il santuario di Chlum Svaté Maří. Questi, dopo il ritiro nel 2011, viene sostituito dall’attuale, quarantottesimo Gran Maestro e Generale dell’ordine il Dott. Josef Šedivý che in precedenza è stato a capo della parrocchia di Věteřov presso Kyjov.
Nell’anno 2015 Papa Francesco premia il confratello P. Jaroslav Ptáček con l’alto riconoscimento papale Pro Ecclesia et Pontefice per i servigi volti allo sviluppo e alla crescita dell’ordine.
Dalla Rivoluzione di Velluto a oggi l’ordine seguita sforzandosi di adempiere alla missione sancita dalla propria fondatrice, sia nell'amministrazione delle anime nelle parrocchie in Repubblica Ceca e Austria, sia attraverso le attività ospedaliere con la scuola media superiore femminile, il patronato per l’ospedale delle sorelle borromee a Praga sotto Petřín, con il servizio di cura domiciliare dei malati avviato presso la struttura ambulatoriale sita presso la sede dell’ordine.

## Sedi
Attualmente l’ordine, costituito da una compagnia di canonici, svolge la propria attività in Repubblica Ceca e in Austria occupandosi prevalentemente di un’attività di amministrazione del culto e delle anime. Il Gran Maestro ha la propria sede presso il convento praghese dei Crocigeri ai piedi del Ponte Carlo nella Città Vecchia.
L’ordine svolge le proprie funzioni nelle seguenti località:

### Repubblica Ceca
- Borotice – Chiesa dell’Assunzione della Vergine Maria
- Český Krumlov (ex convento dei Minoriti) – Chiesa del Corpus Domini e della Vergine Maria
- Dobřichovice – Cappella dei Santi Giuda e Taddeo
- Františkovy Lázně – Chiesa della Crocifissione
- Hradiště sv. Hypolita u Znojma – Chiesa di Sant’Ippolito
- Chlum Svaté Maří – Chiesa dell’Assunzione della Vergine Maria e di Santa Maria Maddalena
- Karlovy Vary – Chiesa di Santa Maria Maddalena
- Litoměřice – Cattedrale di Santo Stefano
- Loket – Chiesa di San Venceslao
- Mašovice – Chiesa di San Giovanni Battista
- Popice – Chiesa di San Sigismondo
- Praga
  - Parrocchia presso la chiesa di San Francesco d’Assisi nella Città Vecchia (sede dell’ordine) con il convento dell’ordine dei Crocigeri
  - Chiesa di San Giorgio e corte di Hloubětín
  - Chiesa di San Giorgio na Poříčí (“sulla sponda”)
  - Chiesa di Ognissanti a Slivenec
  - Chiesa della Santissima Trinità e di San Venceslao a Ďáblice
- Starý Knín – Chiesa di San Francesco d’Assisi
- Tachov – Chiesa dell’Assunzione della Vergine Maria
- Tursko – Chiesa di San Martino
- Unhošť – Chiesa dei Santi Pietro e Paolo
- Věteřov – Chiesa di San Cirillo e Metodio
- Živohošť – Chiesa dei santi Fabiano e Sebastiano
- Most – Chiesa di San Venceslao
- Cheb – Chiesa di San Bartolomeo
- Kynšperk nad Ohří – Chiesa dell’Assunzione della Vergine Maria
- Milhostov – Chiesa di San Nicola

### Austria
- Vienna
  - Chiesa di San Carlo Borromeo
  - Chiesa della Vergine Maria in Riva
  - Chiesa del Santissimo Redentore a Rennweg

## Patroni
Sono patroni dell'ordine:
- sant'Agnese di Boemia
- sant'Agostino
- san Giovanni Nepomuceno
- tutti gli altri patroni della nazione ceca.

## Maestri e Gran Maestri
1. 1237-1248 Alberto
2. 1248-1260 Corrado, detto Šváb
3. 1260-1276 Merbot di Ratibor
4. 1276-1282 Otto, detto Sas
5. 1282-1296 (?) Eccardo
6. 1296-1313 Federico I
7. 1313-1324 Rudigerio
8. 1324-1351 Oldrico
9. 1351-1352 (?) Jindřich
10. 1352-1363 Lev
11. 1363-1380 Federico II
12. 1380-1407 (?) Zdeněk

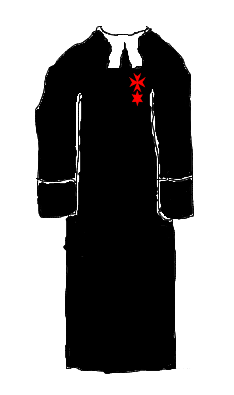
Abito dei crocigeri della Stella Rossa

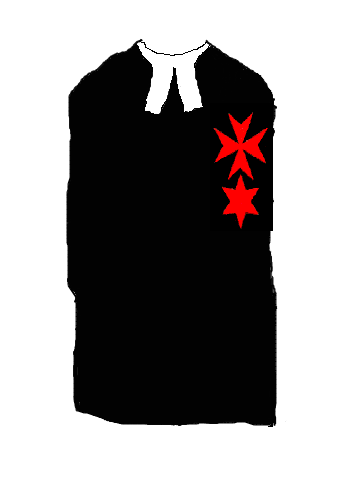
Mantello dell'Ordine

13. 1407(?)-1419 Jan ze Zdenic, (espulso)
14. 1419-1426 Mikuláš I Čápský, (deposto)
15. 1426 Jan Čápský
16. 1426-1428 Václav Holub ze Skorkova
17. 1428-1454 Erazim (Erasmus)
18. 1454-1460 Ondřej Pesmet, espulso
19. 1460 Jan Hulec, dimesso
20. 1460-1490 Mikuláš Puchner
21. 1490-1511 Matěj z Třebska (ze Střebska)
22. 1511-1552 Václav z Hradešína
23. 1552-1580 Antonín Brus z Mohelnice
24. 1580-1590 Martin Medek z Mohelnice
25. 1592-1606 Zbyněk Berka z Dubé
26. 1607-1612 Karel z Lambergu
27. 1612-1622 Jan Lohel (Lohelius), O.Praem.
28. 1623-1667 Arnošt Vojtěch z Harrachu (Ernst Adalbert von Harrach)
29. 1668-1694 Jan Bedřich z Waldsteina
30. 1694-1699 Jiří Ignác Pospíchal
31. 1699-1707 Jan František Franchimont z Frankenfeldu
32. 1707-1721 Martin Konstantin Beinlich
33. 1722-1750 František Matěj Böhmb
34. 1750-1754 Julius František Waha
35. 1755-1795 Antonín Jakub Suchánek
36. 1795-1809 Ignác Blažej Zeidler
37. 1810-1814 František Kristián Pittroff
38. 1815-1839 Josef Antonín Köhler
39. 1840-1866 Jakub Beer
40. 1866-1878 Jan Jestrzabek
41. 1879-1882 Emanuel Jan Křtitel Schöbel, dimesso
42. 1882-1891 František Huspeka
43. 1891-1902 Václav Horák
44. 1902-1915 František Xaver Marat
45. 1915-1958 Josef Vlasák
1958-1988 interregnum
46. 1988-1992 Ladislav Sirový
1992-2001 František Václav Lobkowicz, O. Praem. (delegato apostolico)
47. 2001-2011 Jiří Kopejsko
48. 2011-oggi Josef Šedivý